# Liste japanisch-portugiesischer Städte- und Gemeindepartnerschaften
Diese Liste japanisch-portugiesischer Städte- und Gemeindepartnerschaften führt die Städte- und Gemeindefreundschaften zwischen den Ländern Japan und Portugal auf.
Neun japanische und portugiesische Kommunen sind freundschaftlich verbunden oder streben dies an (Stand 2013). 1969 entstand die erste japanisch-portugiesische Städtefreundschaft, zwischen Tokushima und Leiria.

## Liste der Städtepartnerschaften und -freundschaften
| Japanischer Ort | Portugiesischer Ort | Seit | Anmerkung              |
| --------------- | ------------------- | ---- | ---------------------- |
| Atami           | Cascais             | 1990 |                        |
| Hitoyoshi       | Abrantes            |      | seit 2009 in Anbahnung |
| Nagasaki        | Porto               | 1979 |                        |
| Nishinoomote    | Vila do Bispo       | 1992 |                        |
| Ōita            | Aveiro              | 1978 |                        |
| Ōmura           | Sintra              | 1997 |                        |
| Tokushima       | Leiria              | 1969 |                        |
| Uji             | Ribeira Grande      |      | in Anbahnung           |
| Zushi           | Nazaré              | 2004 |                        |